# 里尔地铁1号线
里尔地铁1号线（法語：Ligne 1 du métro de Lille）是法国北部城市里尔的一条地铁线路，全长12.54公里。

## 历史
20世纪60年代，里尔提出了地铁修建计划。1号线1期工程于1983年竣工，剩余部分则于1984年5月3日投入运营。

## 路线
里尔地铁1号线由阿斯克新城的卡特尔康通街区引出，以高架的形式向北延伸，然后向西入地，穿越阿斯克新城核心区，进入里尔老城区，再转向西南前往欧洲健康转向，全线呈"n"字形，共18站，平均站距722米。

## 运营
里尔地铁1号线每天运营时间为5:17至次日0:30，其中周六延伸至1:30，不分大小交路，全程运行时间大约为22分钟。

## 车型
里尔地铁1号线使用VAL自动列车，包括3辆VAL 206和50辆VAL 208型号列车，该列车使用胶质轮胎和导轨，每列列车为2节编组，可装载最多约160人。

## 车辆所
1号线的车辆所为“卡特尔康通”（Quatres Cantons），位于东侧的终点站卡特尔康通-皮埃尔·莫鲁瓦球场附近。

## 車站列表
| 里尔地铁1号线車站                 |          |                |            |                                        |
| 中文站名                          | 法文站名 | 站台类型       | 所在市镇   | 可换乘线路                             |
| 卡特尔康通- 皮埃尔·莫鲁瓦球场站   |          | 高架双侧式站台 | 阿斯克新城 | 66 68 Z3 Z8                            |
| 科学城- 加比亚尔教师站            |          | 高架双侧式站台 | 阿斯克新城 |                                        |
| 特里奥洛站                        |          | 高架双侧式站台 | 阿斯克新城 |                                        |
| 阿斯克新城市政厅站                |          | 地下岛式站台   | 阿斯克新城 | CO1 CO3 13 18 32                       |
| 蓬德布瓦站                        |          | 地下双侧式站台 | 阿斯克新城 | L6 CO3 13 32 34                        |
| 佛兰德广场站                      |          | 地下双侧式站台 | 里尔       |                                        |
| 埃莱姆政府站                      |          | 地下双侧式站台 | 里尔       | C9                                     |
| 马尔布勒里站                      |          | 地下双侧式站台 | 里尔       |                                        |
| 菲沃站                            |          | 地下双侧式站台 | 里尔       | L3 52                                  |
| 科列站                            |          | 地下双侧式站台 | 里尔       |                                        |
| 里尔佛兰德火车站                  |          | 地下双岛式站台 | 里尔       | L5 L90 L91 L91E 9 10 14 16 50 51 86 88 |
| 里乌尔站                          |          | 地下双侧式站台 | 里尔       | NVL                                    |
| 共和国-美术馆站                   |          | 地下双侧式站台 | 里尔       | L1 L5 14 18 CTIL                       |
| 甘必大                            |          | 地下双侧式站台 | 里尔       |                                        |
| 瓦泽姆站                          |          | 地下双侧式站台 | 里尔       |                                        |
| 邮政门站                          |          | 地下双侧式站台 | 里尔       | L5 L7 L92 CTIL                         |
| 大区中心医院- 奥斯卡-朗布雷中心站 |          | 高架双侧式站台 | 里尔       | 10                                     |
| 大区中心医院- 欧洲健康中心站      |          | 高架双侧式站台 | 里尔       | L2 L92 CO1 CO2 55 58 CTIL              |
| 1. 2.                             |          |                |            |                                        |